# Barlow Peak
Der Barlow Peak ist ein isolierter Berggipfel im Yellowstone-Nationalpark im US-Bundesstaat Wyoming. Er hat eine Höhe von 2931 m und liegt auf der Big Game Ridge im Süden des Parks, südlich des Heart Lake. Die kontinentale Wasserscheide verläuft nördlich des Barlow Peak, der Oberlauf des Snake River südlich. Der Berg wurde 1885 vom Geologen Arnold Hague nach Captain John W. Barlow benannt.

## Belege
1. ↑  Geonames: Barlow Peak. Abgerufen am 6. Januar 2021.
2. ↑  Whittlesey, Lee (1996): Yellowstone Place Names. Hrsg.: Wonderland Publishing Company. Gardiner, MT, ISBN 1-59971-716-6.